# Резван Кочиш
Резван Кочиш (рум. Răzvan Cociș, МФА: [rəzˈvan ˈkɔtʃiʃ], нар. 19 лютого 1983, Клуж-Напока) — румунський футболіст, півзахисник американського «Чикаго Файр».
Насамперед відомий виступами за ряд клубів СНД, а також національну збірну Румунії.

## Клубна кар'єра
У дорослому футболі дебютував 2001 року виступами за команду клубу «Університатя» (Клуж-Напока), в якій провів три сезони, взявши участь у 37 матчах чемпіонату. У складі клузької «Університаті» був одним з головних бомбардирів команди, маючи середню результативність на рівні 0,38 голу за гру першості.

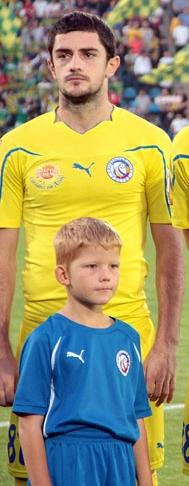
Резван Кочиш під час виступів за збірну Румунії. 27 серпня 2011 року

Своєю грою за цю команду привернув увагу представників тренерського штабу клубу «Шериф», до складу якого приєднався 2004 року. Відіграв за тираспольський клуб наступні два сезони своєї ігрової кар'єри. Більшість часу, проведеного у складі тираспольського «Шерифа», був основним гравцем команди. В новому клубі був серед найкращих голеодорів, відзначаючись забитим голом в середньому щонайменше у кожній третій грі чемпіонату.
2007 року уклав контракт з клубом «Локомотив» (Москва), у складі якого провів наступні два роки своєї кар'єри гравця. Граючи у складі московського «Локомотива» також здебільшого виходив на поле в основному складі команди.
Згодом, 2010 року грав у складі команд клубів «Тімішоара» та саудівського «Аль-Наср» (Ер-Ріяд). Частину 2011 року провів в оренді у складі львівських «Карпат».
До складу клубу «Ростов» приєднався влітку 2011 року, підписавши трирічний контракт. За два сезони встиг відіграти за ростовську команду 40 матчів в національному чемпіонаті, в яких забив 4 голи.
12 вересня 2013 року на правах вільного агента підписав контракт з «Говерлою». Дебютував за клуб 15 вересня у матчі проти донецького «Металурга», відігравши 77 хвилин, після чого був замінений на Михайла Кополовця. А через два тижні, 29 вересня, Резван забив свій перший гол за ужгородців, принісши команді перемогу над «Іллічівцем» (1:0). Всього того сезону Кочиш зіграв у 19 матчах чемпіонату (3 голи) і одній кубковій грі, після чого влітку 2014 року через нестабільну ситуацію в Україні покинув клуб разом з іншими румунськими легіонерами «Говерли» Крістіаном Орошем, Александру Дандею і Маріусом Нікулае
14 липня 2014 року Кочіш на правах вільного агента перейшов в клуб MLS «Чикаго Файр».

## Виступи за збірні
Протягом 2003–2005 років залучався до складу молодіжної збірної Румунії. На молодіжному рівні зіграв у 12 офіційних матчах, забив 4 голи.
17 серпня 2005 року дебютував в офіційних матчах у складі національної збірної Румунії в грі проти збірної Андорри. 
У складі збірної був учасником чемпіонату Європи 2008 року в Австрії та Швейцарії, на якому зіграв в усіх трьох матчах збірної.
Наразі провів у формі головної команди країни 50 матчів, забивши 2 голи.

## Титули і досягнення
- Чемпіон Молдови (2):

«Шериф»: 2004-05, 2005-06
- Володар Кубка Молдови (1):

«Шериф»: 2005-2006
- Володар Суперкубка Молдови (2):

«Шериф»: 2004, 2005
- Володар Кубка Росії (1):

«Локомотив» (Москва): 2006-07